# Карпенчук Володимир Миколайович
Карпенчу́к Володи́мир Микола́йович — український театральний актор, заслужений артист України.

## Біографія
Закінчив Ленінградську консерваторію.
На початку 1980-х років працював солістом Ленінградського театру музичної комедії, згодом — у театрах Петрозаводська та Кіровограда.
З 1999 року — артист-вокаліст Миколаївського академічного українського театру драми та музичної комедії.

## Нагороди і почесні звання
- Заслужений артист України (20.09.2012)[2].

## Театральні роботи
- Терек («Маріца» І. Кальмана, 1982);
- Доктор Євген Дорн («Чайка» за А. Чеховим, 2009)[3];
- Карась («Сватання на Гончарівці» за Г. Квіткою-Основ'яненком);
- Кайдаш («Кайдашева сім'я» за І. Нечуєм-Левицьким);
- Голова («Майська ніч» М. Старицького);
- Раамія («Ковчег» В. Босовича);
- Несміливий («Нелегалка» А. Крима);
- Батько («Так не буває» М. Ладо);
- Віктор («Пиріг з малиновим варенням» М. Ситника);
- Селім («Сто перша дружина султана» А. Філіпенка);
- Леон де Сен-Пе («Генерали у спідницях» Ж. Ануя);
- Совонаролла («Леонардо» К. Брейтбурга, Є. Муравйова);
- Князь Стефан («Граф Люксембурґ» Ф. Легара);
- Сенатор Тит («Дивна місіс Севідж» Дж. Патріка).